# Wüstenrenner
Die Wüstenrenner (Eremias) sind eine Gattung innerhalb der Familie der Echten Eidechsen mit 22 Arten.
Sie besitzen meist fransenartige Schuppensäume seitlich an den Fingern und Zehen, die auf der Unterseite außerdem gekielte Schuppen tragen. Von den Fransenfinger-Eidechsen unterscheiden sie sich dadurch, dass die Nasenlöcher keinen Kontakt mit den Oberlippenschildern haben. Außerdem fehlt das Hinterhauptschild. Der dünne Schwanz ist an der Wurzel auffallend verdickt und die Nasenlöcher stehen hervor.

## Arten
Die Gattung der Wüstenrenner umfasst derzeit folgende 40 rezente Arten:
- Eremias acutirostris (Boulenger, 1887)
- Eremias afghanistanica Böhme & Scerbak, 1991
- Eremias andersoni Darevsky & Szczerbak, 1978
- Eremias argus Peters, 1869
- Steppenrenner (E. arguta (Pallas, 1773))
- Eremias aria Anderson & Leviton,1967
- Eremias brenchleyi Günther, 1872
- Eremias buechneri Bedriaga, 1906
- Eremias cholistanica Baig & Masroor, 2006
- Eremias dzungarica Orlova, Poyarkov Jr., Chirikova, Nazarov, Munkhbaatar, Munkhbayar & Terbish, 2017
- Eremias fahimii Mozaffari, Ahmadzadeh & Saberi-Pirooz, 2020
- Eremias fasciata Blanford, 1874
- Eremias grammica (Lichtenstein, 1823)
- Eremias intermedia (Strauch, 1876)
- Eremias isfahanica Rastegar-Pouyani, Hosseinian, Rafiee, Kami, Rajabizadeh & Wink, 2016
- Eremias kakari Masroor, Khisroon, Khan & Jablonski, 2020
- Eremias kavirensis Mozaffari & Parham, 2007
- Eremias kokshaaliensis Jeremčenko & Panfilov, 1999
- Eremias kopetdaghica Szczerbak, 1972
- Eremias lalezharica Moravec, 1994
- Eremias lineolata (Nikolsky, 1897)
- Eremias montana Rastegar-Pouyani & Rastegar-Pouyani, 2001
- Eremias multiocellata Günther, 1872
- Eremias nigrocellata Nikolsky, 1896
- Eremias nikolskii Bedriaga, 1905
- Eremias papenfussi Mozaffari, Ahmadzadeh & Parham, 2011
- Eremias persica Blanford, 1875
- Transkaukasischer Wüstenrenner (E. pleskei Nikolsky, 1905)
- Eremias przewalskii (Strauch, 1876)
- Eremias quadrifrons (Strauch, 1876)
- Eremias regeli Nikolsky, 1905
- Eremias roborowskii (Bedriaga, 1912)
- Eremias scripta (Strauch, 1867)
- Strauchs Wüstenrenner (E. strauchi Kessler, 1878)
- Eremias stummeri Wettstein, 1940
- Eremias suphani Basoglu & Hellmich, 1968
- Eremias szczerbaki Jeremčenko, Panfilov & Zarinenko, 1992
- Schneller Wüstenrenner (E. velox (Pallas, 1771))
- Eremias vermiculata Blanford, 1875
- Eremias yarkandensis Blanford, 1875